# Dlouhá Lhota, Blansko
Dlouhá Lhota là một làng thuộc huyện Blansko, vùng Jihomoravský, Cộng hòa Séc.